# Willy Schäfer (Politiker)
Willy Schäfer (* 2. Mai 1927 in Lettberg, Kreis Gnesen) war ein deutscher Politiker und Funktionär der DDR-Blockpartei Demokratische Bauernpartei Deutschlands (DBD).
Schäfer stammt aus einer Bauernfamilie. Am 20. Februar 1944 beantragte er die Aufnahme in die NSDAP und wurde zum 20. April desselben Jahres aufgenommen (Mitgliedsnummer 10.115.956). Er war Landwirt und Diplom-Agronom. Als solcher wurde er Vorsitzender der LPG „Freier Bauer“ in Groß Polzin im Kreis Anklam. Von 1958 bis 1967 gehörte er als Mitglied der DBD-Fraktion der Volkskammer der DDR an.